# 8412-es mellékút (Magyarország)
A 8412-es számú mellékút egy bő 26 kilométer hosszú, négy számjegyű országos közút Győr-Moson-Sopron vármegye, Veszprém vármegye és Vas vármegye határvidékén; fő funkciója, hogy a Marcal folyó bal parti oldalán köt össze néhány települést egymással és Celldömölk térségével.

## Nyomvonala
Győr-Moson-Sopron vármegye Csornai járásának déli szélén, Rábaszentandrás külterületén ágazik ki a 8408-as útból, annak 13. kilométere táján, nyugat felé. Alig több mint 100 méter után átlép a Veszprém vármegye Pápai járásába tartozó Várkesző területére, ott keresztezi a Pápa–Csorna-vasútvonal vágányait is, az 550-es méterszelvénye közelében, Rábahíd megállóhely északi szélénél. Az első kilométerének elérésével egy időben elhalad a várkeszői vár romterülete közelében, majd kiágazik belőle a 84 123-as számú mellékút északi irányban, Szany felé.
1,3 kilométer után az út délnek fordul, kevéssel ezután átszeli a Rába folyót, majd a túlparton, pár száz méter után egy újabb elágazása következik: dél felől, Egyházaskesző központja irányából a 8407-es út torkollik bele, maga a 8412-es út pedig nyugat-délnyugati irányba fordul. Így éri el Várkesző lakott területét 2,3 kilométer után; a falun Kossuth utca néven húzódik végig. 3,7 kilométer után éri el a belterület délnyugati szélét, kevéssel ezután pedig már Egyházaskesző területén folytatódik. 4,6 kilométer után keresztezi a 8406-os utat, amely ott 16,6 kilométer után jár, a 7. kilométere után pedig átlépi Magyargencs határát.
8,5 kilométer után egy kereszteződéshez ér: északnyugat felől beletorkollik a 84 121-es számú mellékút, Kemenesszentpéter irányából, az út pedig délkeletnek fordul. Így halad végig, nagyjából a 11. és 13. kilométerei között Magyargencs belterületén, a Petőfi utca nevet viselve, és így szeli át nem sokkal később Kemeneshőgyész határát is. E község lakott területét már déli irányban húzódva éri el – települési neve ott ismét Kossuth utca –, a központjában pedig egy elágazást követően, ahol beletorkollik a 8405-ös út, újból nyugatabbi irányt vesz, s a település széléig az Ady utca nevet viseli.
A 17. kilométere után éri el Szergény határszélét, egy darabig a határvonalat kíséri, de 17,8 kilométer után teljesen e község területén, s innentől már végig Vas vármegye Celldömölki járásában folytatódik. A település lakott területét egyébként nem érinti, észak felől elkerüli azt: Szergény főutcája a 8411-es út, amely a 8-as főúttól idáig húzódva, több mint 27 kilométer megtétele után a 8412-esbe betorkollva ér véget, kevéssel utóbbinak a 18+500-as kilométerszelvénye előtt.
20,3 kilométer után Kemenesmagasi területén folytatódik, a községen a változatosság kedvéért ismét Kossuth Lajos utca néven húzódik végig, körülbelül a 21+400-as és 22+700-as kilométerszelvényei között. 24,9 kilométer után éri el az útjába eső utolsó település, Vönöck határszélét, és az észak-déli irányban hosszan elnyúló község legdélebbi házai között ér véget, beletorkollva 8611-es útba, annak 37+650-es kilométerszelvénye közelében. Majdnem ugyanott, alig néhány lépéssel délebbre ér véget ugyanebbe az útba becsatlakozva a 8454-es út is, amely Kemenesmihályfa felől vezet idáig.
Teljes hossza, az országos közutak térképes nyilvántartását szolgáló kira.gov.hu adatbázisa szerint 26,440 kilométer.

## Települések az út mentén
- (Rábaszentandrás)
- Várkesző
- (Egyházaskesző)
- Magyargencs
- Kemeneshőgyész
- (Szergény)
- Kemenesmagasi
- Vönöck